# Mequinenza
 (décembre 2019).
Le contenu est difficilement compréhensible vu les erreurs de traduction, qui sont peut-être dues à l'utilisation d'un logiciel de traduction automatique.
Mequinenza est une commune d’Espagne, dans la province de Saragosse, communauté autonome d'Aragon comarque de Bajo Cinca. Il est situé à l'extrémité orientale de la province de Saragosse et situé à la confluence de deux rivières, de l'Èbre et du Sègre. La superficie de la commune est de 307,45 km². Le barrage de Mequinenza, construit entre 1957 et 1964, a une capacité de 1530 millions de m³ et est l'un des plus importants d'Espagne.

## Géographie
Mequinenza est situé dans la vallée de l'Èbre, à côté de la rivière, sur des dépôts quaternaires, à 75 mètres d'altitude, à la limite de la province de Lérida. C'est une zone topographiquement plate, dans laquelle l'Èbre suit un parcours particulier de méandres. Son climat est la Méditerranée continentale et, en elle, l'aridité se distingue; sa température moyenne annuelle est de 14,9 ° et sa précipitation totale est de 330 mm. Il a des sols pauvres formés sur les dépôts de terrasse ou sur le gypse, avec un horizon humide qui a été mal développé.

## Histoire

### L'Antiquité et le Moyen Âge
Dans l'Antiquité romaine, il est construit Octogesa (ou Otogesa), qui serait situé dans la vieille ville historique et qui serait une force importante, bien que cette hypothèse ne soit pas confirmée. Dans le déclin de l'Empire romain, Octogesa est conquis par l'armée gothique et plus tard conquise par la tribu berbère du Miknasa, qui donne son nom à la ville, qui était connue sous le nom de Miknasa al-Zeitoun. On croit qu'ils se sont installés entre l'année 714 et l'année 719. Pendant cette période, l'imposant château de Mequinenza est construit. Al Idrisi, chroniqueur du temps, décrit Mequinenza ainsi: «Il est petit mais a une grande force d'aspect fort et se trouve sur les frontières d'al-Andalus».
Avec la Reconquista, la première tentative à Mequinenza (1133) par Alfonso le Batailleur a réussi et, bien que les Almoravides reconquièrent la ville l'année suivante, il est sans aucun doute gagné le 24 octobre du 1149 par l'armée aragonaise, le même jour qui frappe Fraga et Lérida.
Mequinenza, après un demi-siècle de juridictions réelles directes, devint un manoir de la maison de Montcada, ainsi que Aitona et Seròs. Ce sont les Moncada qui construisent l'important château de Mequinenza. Et bien que la conquête chrétienne subsistait encore, les trois villages étaient pour la plupart musulmans. Des années plus tard, les conflits entre Fraga et Mequinenza surviennent à cause de leurs frontières. Le 6 septembre du 1246, pour éviter les batailles et les litiges, Pere de Montcada et sa femme Sybil venir à amullaramiento de ces termes, mais en échange des améliorations accordées à fragatinos, en respectant les termes de ses municipalités, les hommes du village de Fraga sont forcés de payer le Montcada cent maravedis d'or.
Mequinenza ne permet pas d'éviter la peste de 1348, causant de nombreuses victimes à cette occasion et aussi flambées épidémiques depuis 1380. Par la suite, 1381-1387, l'infant Juan le chasseur reste à plusieurs reprises dans le Château.
En 1410, après la mort sans descendants de Martin I et lors de conflits de succession qui ont conduit au Compromis de Caspe, les partisans de conde Jaime de Urgel dans le Royaume d'Aragon ont organisé leur propre parlement dans la ville de Mequinenza sur le Château, par opposition au parlement d'Alcañiz, dirigé par ceux restés fidèles à Fernando de Trastámara.

### Âge moderne et contemporain
Entre les siècles XV et XVI, une période de misère et de famine se produit avec plusieurs révoltes à cause de l'oppression de certains seigneurs. En 1697, Fray Miguel de Salas écrit le livre "La vie de Santa Agathoclia", vierge et martyre de Mequinenza.
Pendant l'invasion napoléonienne, le général Suchet (1810) -comme Ramon Berenguer IV l'a fait en 1149- a remporté le siège de Mequinenza avec une armée de 12 000 hommes et 12 pièces d'artillerie. Le château de Mequinenza fut défendu par 1000 hommes, entre l'armée et les volontaires, commandé par le général Manuel Carbón. Après 20 jours de combats et d'escarmouches intenses, la garnison du château s'est rendue à l'armée française avec les honneurs. En conséquence, Mequinenza apparait dans l'Arc de Triomphe de l'Étoile de Paris comme l'une des grandes victoires de Napoléon. En 1814, Mequinenza été récupéré par les troupes espagnoles du général Copons grâce à un stratagème militaire audacieux et aventureux de l’Espagnol Juan Van Halen.
Mequinenza revient à être un lieu d'importance pendant les guerres carlistes et plus tard dans la guerre des Matiners. Au cours de la dernière Guerre Civile (1936-1939), la commune a été le théâtre de combats de la bataille de l'Ebre, entre juin et novembre du 1938, surtout aux Auts. En conséquence, le pont a été détruit et n'a pas été reconstruit jusqu'aux années 1950.
Avec la dictature de Francisco Franco, entre 1957 et 1964 a été construit un immense réservoir pour l'utilisation hydroélectrique et de nouvelles écoles. En raison de la construction du barrage de la nouvelle ville et l'abandon de l'ancienne ville de Mequinenza connue pour l'œuvre littéraire écrite par Jesús Moncada.

## Armorial

Armorial de la Ville de Mequinenza

Bouclier pointu à la base avec le boss biconcave et arrondi au centre. Carrière: 1re et 4e de l'argent, une conifère de sinople, l'or fruité et la terre cuite des sinople; 2º et 3º d'azur, tour crénelé d'or et débarrassé de gueules.

## Démographie
| Évolution démographique de Mequinenza depuis 1842 | Évolution démographique de Mequinenza depuis 1842 | Évolution démographique de Mequinenza depuis 1842 | Évolution démographique de Mequinenza depuis 1842 | Évolution démographique de Mequinenza depuis 1842 | Évolution démographique de Mequinenza depuis 1842 | Évolution démographique de Mequinenza depuis 1842 | Évolution démographique de Mequinenza depuis 1842 | Évolution démographique de Mequinenza depuis 1842 | Évolution démographique de Mequinenza depuis 1842 | Évolution démographique de Mequinenza depuis 1842 | Évolution démographique de Mequinenza depuis 1842 | Évolution démographique de Mequinenza depuis 1842 | Évolution démographique de Mequinenza depuis 1842 | Évolution démographique de Mequinenza depuis 1842 | Évolution démographique de Mequinenza depuis 1842 |
| ------------------------------------------------- | ------------------------------------------------- | ------------------------------------------------- | ------------------------------------------------- | ------------------------------------------------- | ------------------------------------------------- | ------------------------------------------------- | ------------------------------------------------- | ------------------------------------------------- | ------------------------------------------------- | ------------------------------------------------- | ------------------------------------------------- | ------------------------------------------------- | ------------------------------------------------- | ------------------------------------------------- | ------------------------------------------------- |
| 1842                                              | 1877                                              | 1887                                              | 1897                                              | 1900                                              | 1910                                              | 1920                                              | 1930                                              | 1940                                              | 1950                                              | 1960                                              | 1970                                              | 1981                                              | 1991                                              | 2001                                              | 2008                                              |
| 1370                                              | 2587                                              | 2587                                              | 2678                                              | 2842                                              | 3427                                              | 4228                                              | 3296                                              | 3566                                              | 3754                                              | 5784                                              | 3026                                              | 2663                                              | 2757                                              | 2486                                              | 2500                                              |

## Économie
Son économie repose sur l'industrie, l'extraction du charbon, la fabrication de textiles, l'élevage de porcs et de moutons (bien que ces derniers soient déjà en régression), l'agriculture pluviale en plein essor (amandes, oliviers et céréales) et orientée vers l'irrigation la culture d'arbres fruitiers comme les cerisiers et les pêchers. Il existe également une industrie touristique avec un grand potentiel futur.
Les mines de lignite ont été fortement exploitées pendant les deux guerres mondiales; le transport a été effectué par l'Ebre ou par la route. Cette activité est actuellement en déclin, bien qu'elle ait précédemment permis à Mequinenza de posséder une flotte de 16 llaüts (navires transportant du charbon Mequinenza et portant une capacité de transport de 18 à 30 tonnes), qui avait déjà disparu.

## Lieux et monuments

### Château de Mequinenza

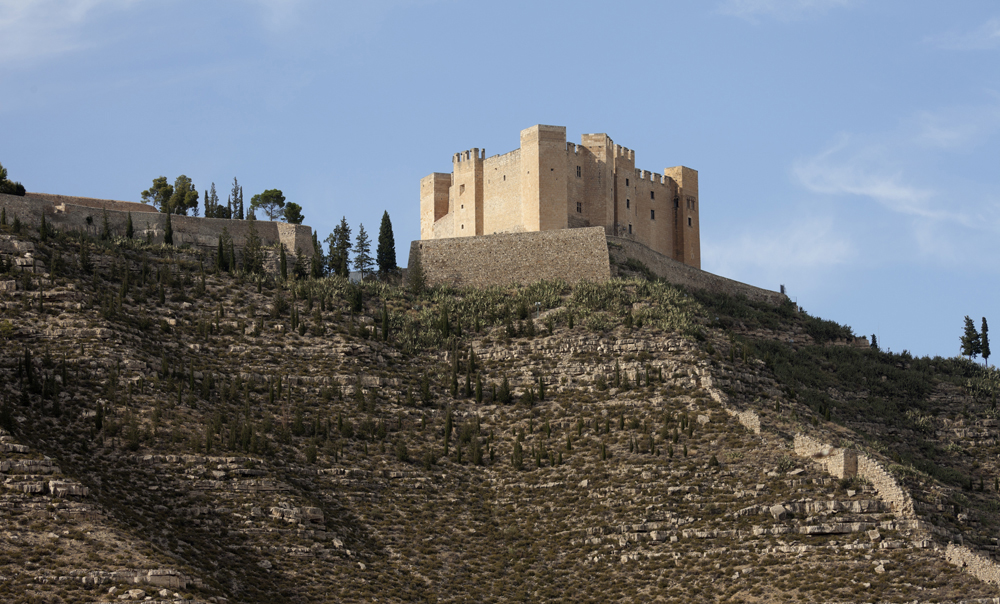
Château de Mequinenza

Le bâtiment se trouve près du bord d'un grand précipice, étant une masse fermée de taille suffisante, votre plante est un quadrilatère irrégulier, avec sept, mais l'une des tours rectangulaires plus robustes, ce qui est curieusement la plante pentagonale. Deux tours flanquent la petite porte semi-circulaire, sous le bouclier et protégée par une borne. Peu de forts auront un meilleur emplacement que cela, en contemplant un paysage vaste et impressionnant, presque géologique, sur le confluent des rivières Ebre, Segre et Cinca et leurs terres environnantes. Il n'est pas surprenant que le Moncada, les maîtres de la baronnie de Mequinenza, choisissent ce nid d'aigles pour leur manoir fortifié. Le bâtiment est un authentique Château-Palais, l'un des meilleurs que l'art gothique légué à la Couronne d'Aragon, datant des XIVe et XVe siècles.
Dans ses débuts, il s'agissait d'une forteresse arabe, construite par la tribu berbère des Miknasa vers le XIIe siècle. Dans lequel, à la fin de plusieurs conquêtes, il tombe entre les mains de Raimond-Bérenger IV de Barcelone, passant définitivement aux mains des chrétiens. Après plusieurs changements de propriété, en 1184 a été accordé le château et la ville de Mequinenza, le marquis de Aitona, Ramón Guillén de Moncada, avant de passer aux Ducs de Medinaceli.
Mais jusqu'au XVe siècle, les premières réformes n'ont pas été introduites pour convertir la forteresse militaire en résidence-palais.
Beaucoup plus tard, au cours des années 1700-1710 (Guerre de Succession) où il y avait un changement de dynastie en Espagne (des Habsbourgs à Bourbons) a été transformé et rénové le château et autour d'une nouvelle forme de guerre (avec les armes à feu, l'artillerie, etc.) et ce fut le moment où le duc d'Orléans a ordonné une route de Mequinenza à Tortosa à construire parallèlement à la rivière afin de protéger toutes les péniches entre ces deux populations.
Au cours de la période 1808-1814 (Guerre d'Indépendance) le château a résisté à trois attaques par Napoléon, mais finalement en 1810 fut conquise par les troupes du Louis-Gabriel Suchet, et appartenait jusqu'en 1814 au gouvernement français. Mequinenza était inscrit dans de grandes lettres dans l'une des colonnes extérieures de l'Arc du Triomphe de Paris. Mais en février de la même année et sans avoir tiré un seul coup, il est retourné aux mains des Espagnols au moyen d'une stratégie de l'espionnage de Van Halen.
Entre 1820 et 1823 a acquis un document important, soutenant des attaques carlist importantes et conservant une garnison militaire qui a duré jusqu'aux principes du XXe siècle où le château est abandonné.
Au cours de la guerre civile, il se trouve qu'un château d'observation républicaine et de prison et, une fois terminé, la guerre est en ruine jusqu'à ce que la société ENHER la reconstruise dans les années 50. Le château appartient actuellement à ENDESA. Pour visiter le château, il est nécessaire de demander quelques jours avant la demande de visite de la mairie de Mequinenza.

### Vieille Ville de Mequinenza
La ville de Mequinenza était située sur la rive gauche de l'Ebre et a subi les émeutes d'une rivière capricieuse qui a inondé les parties inférieures de la ville lorsqu'elles sont apparues. Grâce à la rivière Ebro, Mequinenza a créé un commerce fluvial à part entière, qui a donné du prestige non seulement aux charpentiers, mais aussi aux «jambes». Dans la période de splendeur, une flotte de 16 llaüts (bateaux transportant entre 18 et 30 tonnes) a été atteinte. Au cours du siècle dernier, son principal moyen de vie a été le charbon, bien que ces dernières années, il y ait eu une forte baisse de l'activité.
Avec l'arrivée de la société, la vie de ENHER a changé pour la majorité des personnes, passant d'avoir 4033 habitants enregistrés à 5800 inscrits et environ 1500 plus inconnus. Beaucoup d'entre eux étaient des travailleurs d'autres localités pour travailler sur la construction du barrage de Mequinenza. Les mines ont commencé à se fermer en raison de l'augmentation significative du niveau d'eau du barrage de Ribarroja. Ainsi a commencé un exode pour les habitants de Mequinenza dans lequel certains sont allés à l'étranger pour travailler dans l'exploitation minière, d'autres à différents points de la géographie espagnole et une majorité a séjourné dans ce moment-là, c'est Mequinenza.
À la fin de 1974, la majorité de la population s'était installée dans ses nouvelles maisons.

### Musées de la Ville de Mequinenza

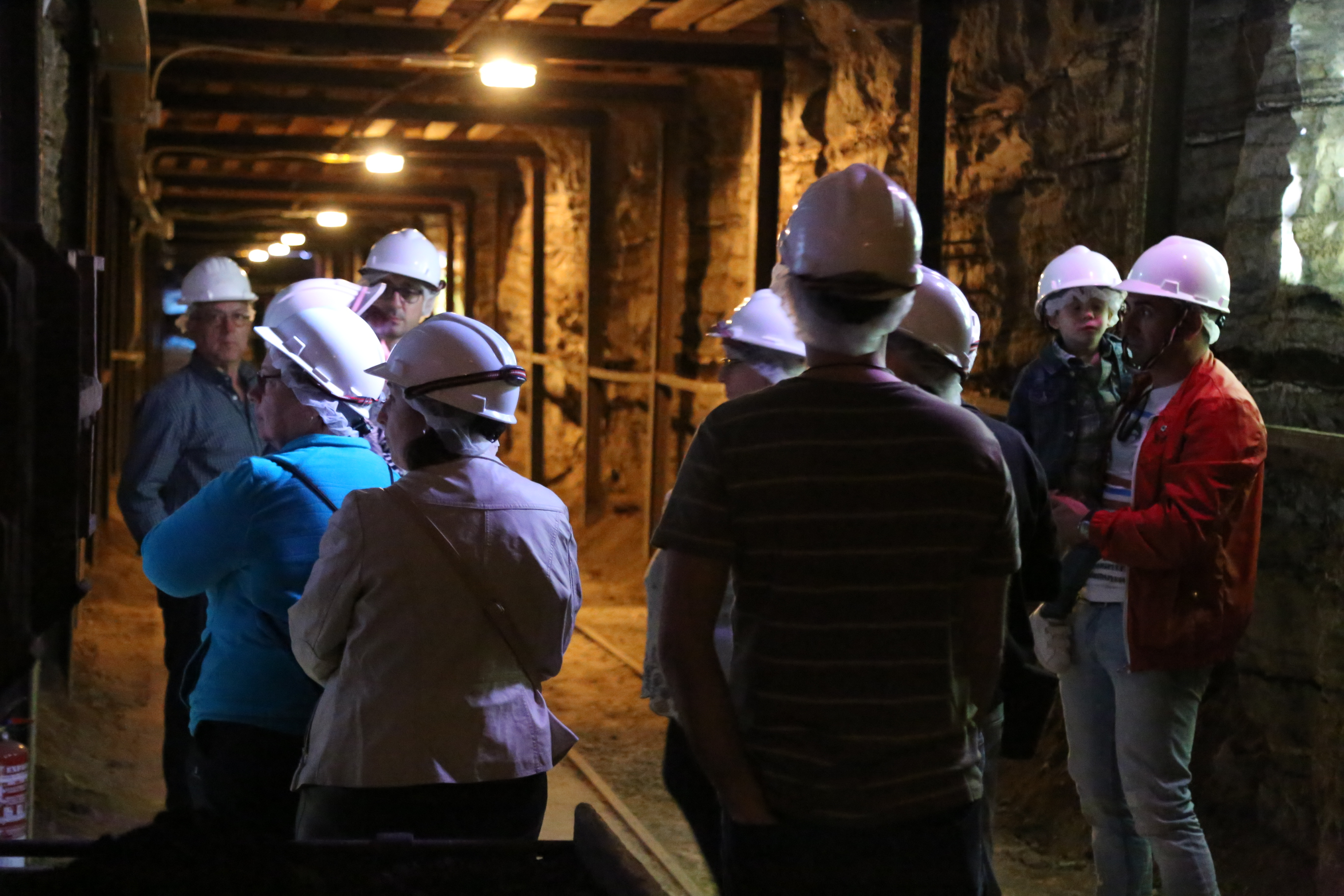
Musée de la Mine de Mequinenza.

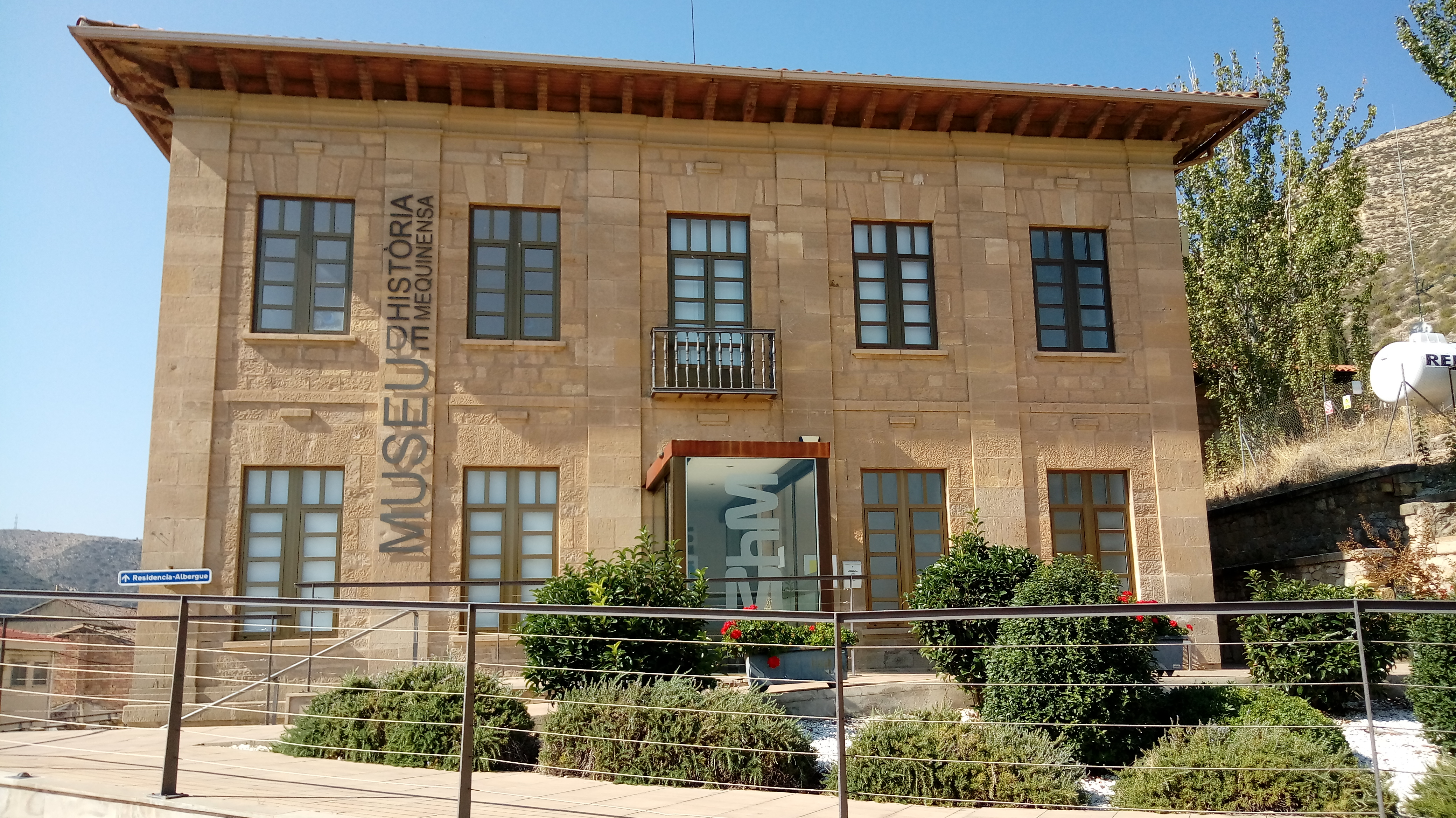
Musée de l'Histoire de Mequinenza.

Dans les Musées de Mequinenza, vous pouvez explorer une galerie souterraine de charbon de plus de 1000 mètres de voyage dans le Musée de la Mine, parcourir l'histoire de la ville jusqu'à la disparition de la de Mequinenza sous le les eaux de l'Ebre dans le Musée de l'Histoire et découvrez comment vivait la Préhistoire dans le Musée du Passé Préhistorique. Ouvert en 2006, ils sont situés dans l'ancien Groupe Scolaire Maria Quintana à côté de l'ancienne ville.
Les musées de Mequinenza centrent leur discours dans la population de Mequinenza qui a été inondée sous les eaux de l'Ebre et qui a été démolie. À l'heure actuelle, vous pouvez visiter une partie de la vieille ville, le château médiéval de la ville et une nouveauté, le Musée de la Mine, une mine de charbon de plus d'un kilomètre de longueur avec du matériel historique et des machines qui ont été utilisées pour l'extraction du charbon pendant plus de 150 ans dans le bassin minier de Mequinenza.
L'Auberge "Camí de Sirga", qui collectionne le nom de l'ancienne route qui utilisait des bateaux plats qui traversaient la rivière Ebro portant 30 tonnes de charbon, c'est aussi à côté des musées.

### Tourisme

#### Pêche

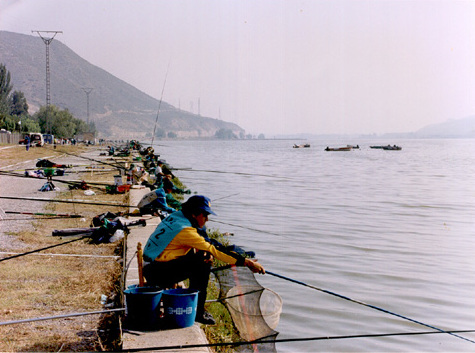
Championnat de pêche a Mequinenza

L'une des espèces les plus particulières qui se trouvent dans le réservoir de Mequinenza est le poisson-chat. Un poisson originaire d'Europe centrale, qui a été introduit illégalement à Mequinenza au printemps 1974. Le premier poisson-chat qui a été relâché frite, 10 ans plus tard, au milieu des années 1980, des morceaux de plus d'un mètre 25 kg de poids. 30 ans après leur entrée clandestine, le poisson-chat a encore dans les zones du réservoir de Mequinenza et Ribarroja leur plus grand habitat en Espagne et ces lieux sont devenus un point de pèlerinage pour les pêcheurs de toute l'Espagne et de l'étranger (principalement l'allemand, le français, l'anglais et japonais), prêt à affronter un poisson dont les caractéristiques sont déjà devenues mythiques, atteignant des prises de 240 centimètres et près de cent kilogrammes de poids. Vous pouvez également trouver des espèces telles que la carpe commune, la perche de brochet, le Blackbass ou l'aubier.

#### Sports nautiques
Mequinenza est le paradis des sports nautiques. Dans les eaux calmes de son réservoir, vous pouvez pratiquer la pêche, l'aviron et le canoë. Vous pouvez également pratiquer le ski nautique avec les permis correspondants dans l'ordre.

#### Autres activités
Sur terre, vous pouvez pratiquer la randonnée, les pistes de VTT, la chasse au gros gibier (sanglier et cerf), le petit gibier (lapin et perdrix). Pour pouvoir chasser, il est nécessaire d'appartenir à la réserve de gibier.

### Barrage de Mequinenza- Mer d'Aragón

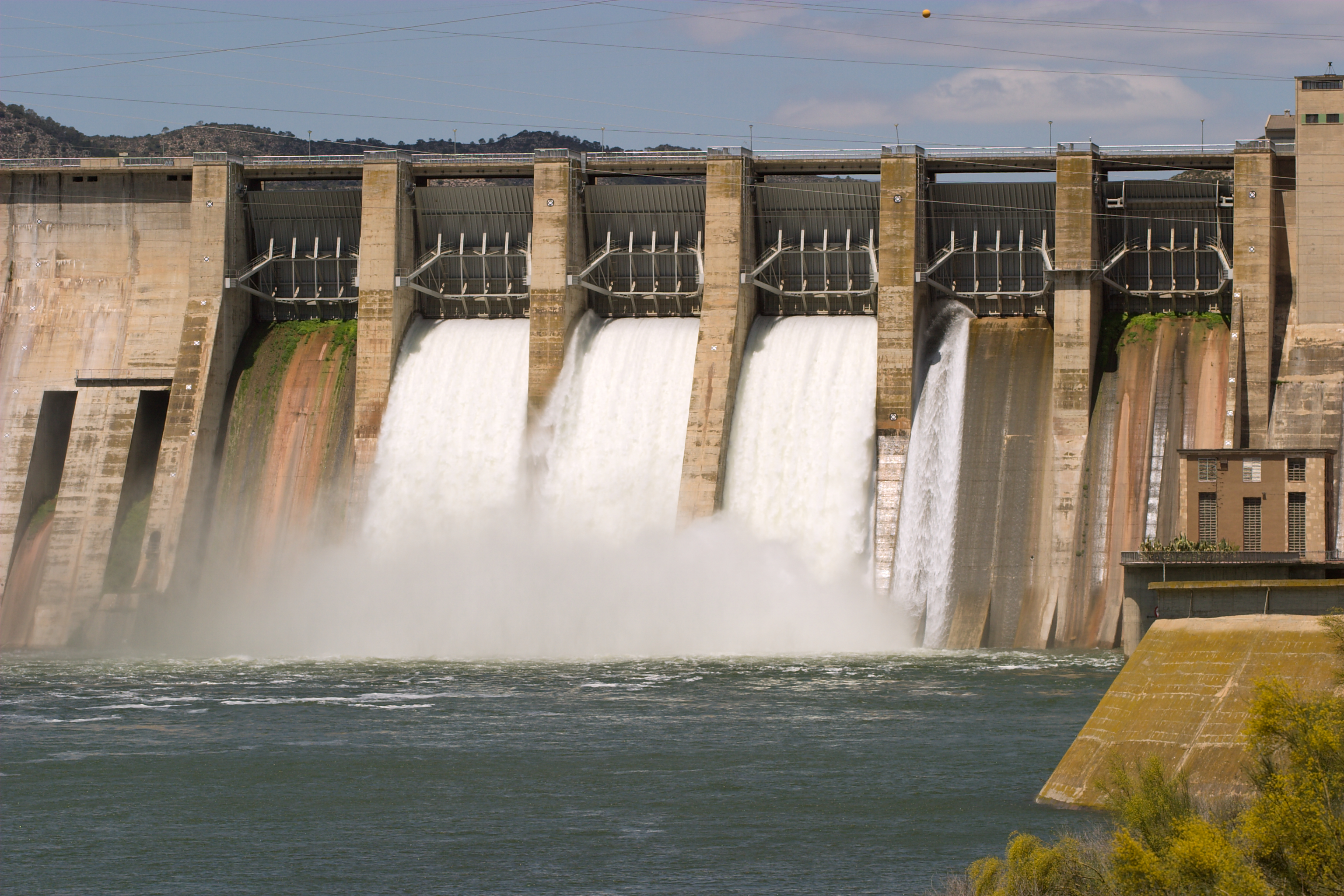
Barrage de Mequinenza

Construit en 1966 sur l'Ebre, il a une superficie de 7540 ha. d'eau, étant le plus grand réservoir d'Aragon. Son volume atteint 1 530 hm3, il est destiné à la production d'énergie électrique. Il a une largeur moyenne de 600 m et sa profondeur atteint plus de 60 mètres. Le barrage, a 79 mètres de hauteur, repose sur les contreforts calcaires de la Sierra de Montenegre et de La Huerta, dans la municipalité de Mequinenza.
Le réservoir reçoit la dénomination géoturistique de la mer d'Aragon, tout étant à la surface de cette communauté autonome, dans une partie de la limite provinciale entre Huesca et Saragosse.
La construction du réservoir de Mequinenza, avec celle de Ribarroja, a conduit à la destruction de la vieille ville de Mequinenza. L'augmentation du niveau d'eau n'a pas inondé l'ensemble de la population et les terres agricoles les plus fertiles mais les autorités franquistes de l'époque ont décidé de démolir tout le village et l'église.
Beaucoup de mequinenzanos ont perdu leurs emplois, en particulier dans l'extraction du charbon, car beaucoup les mines ont été inondés par l'eau. Beaucoup d'autres habitants ont refusé de lâcher leurs racines et leurs souvenirs, et ont reconstruit un nouveau Mequinenza non loin de l'ancien, cette fois à côté de la rivière Segre.
La ville est la plus connue parmi les pêcheurs du nord de l'Europe pour le poisson-chat qui se trouve dans le vaste réservoir. De nombreux guides de pêche fonctionnent dans cette zone en utilisant des bateaux en raison de la grande étendue d'eau créée par la construction de le barrage.

## Langue
Mequinenza est une ville bilingue, car bien que la langue officielle soit le castillan, la langue maternelle et la majorité familière est le «mequinenzano», qui est vraiment un dialecte du catalan occidental. Mequinenza a toujours été une municipalité qui a essayé de dignifier la langue qui parle et dans ce sens déjà dans les premières années de la démocratie, a été un pionnier dans la défense de sa langue.
Le 1er février 1984, les maires des municipalités de la région catalane d'Aragon ont rencontré le ministre de la Culture du gouvernement d'Aragon, José Bada Paniello. Dans cette session de travail, le document connu sous le nom de Déclaration de Mequinenza a été développé, ce qui a donné lieu à l'accord signé entre le Gouvernement d'Aragon et le Ministère de l'Education et des Sciences pour pouvoir mettre en œuvre le sujet volontaire du catalan dans les centres d'enseignement des municipalités qu'ils voulaient rejoindre.

## Sites archéologiques
Il faut souligner l'importance que certains auteurs ont donné à la situation dans cette zone de la ville ibérique d'Octogesa, qui a joué un rôle important lors du développement de la bataille d'Ilerda. Depuis 1983 et dans le cadre des programmes de recherche du Musée de Saragosse, avec la collaboration de la Mairie de Mequinenza et le soutien de la Diputación General de Aragón, une série de campagnes de fouilles ont été menées sur trois sites: Los Castellets, Barranco de la Mina Vallfera et Riols I.
- Les Castellets: c'est un dépôt clé pour la connaissance du passage des peuples autochtones de l'âge du bronze tardif à la culture des champs d'urne. L'ensemble se compose d'une colonie sur un éperon sur la rivière Ebre, entourée de deux tours, d'un mur et d'un fossé, à côté de deux nécropole.
- Barranco de la Mina Vallfera. En novembre 1984, une campagne d'excavation d'urgence a été réalisée sur ce site, en découvrant un ensemble très important de village et de necrópolis daté de la finale néolithique.
- Riols I. En octobre 1985, la première campagne d'excavation d'urgence a été réalisée, ce qui a permis de décrire un règlement de caractéristiques similaires à celui du Barranco de la Mina Vallfera. Heureusement, la conservation de ce dépôt a permis de commencer l'étude d'un règlement de la finale néolithique avec une éventuelle transition au Neolitique, à côté de laquelle apparaît sa nécropole.

## Fêtes
Les grandes fêtes: le 17 septembre. Célébrée en l'honneur de Santa Agatoclia "La Santa", qui est vénérée comme mécène, comme la fille de Mequinenza, selon la tradition.
Fêtes d'hiver: San Blas et Santa Águeda, le premier week-end du mois de février. Un important concours de costumes d'artisanat est organisé.

## Associations et Clubs de Mequinenza
Mequinenza possède un tissu associatif important et nombreux qui couvre différents domaines sportifs et culturels14.
- Association des Parents d'Èlèves du Centre d'éducation primaire "María Quintana"
- Groupe de Bénévoles de la protection civile
- Association des Femmes "La Dona"
- Association de lutte contre le cancer
- Association des retraités
- Association des Veuves de Mequinenza
- Club Capri (Club d'aviron et de sports nautiques)
- Club de cyclisme Mequinenza
- Club d'échecs "Rey Ardid"
- Club de Petanca et Birlas de Mequinenza
- Club de Tir Olympique Mequinenza
- Mequinenza Futsal
- Tennis Club Mequinenza
- Confrérie Santa Agatoclia
- Communauté des Irrigateurs A.P.A.C.
- Chœur local de Mequinenza
- Grup d'Art Mequinensa
- Groupe de Théâtre Garbinada
- Groupe de Recherche "Coses del Poble"
- Mequinenza CD
- Motoclub Mequinenza
- Peña Barcelonista "La Franja" Mequinenza
- Rondalla del Poble (Ronda de la musique folk aragonaise)
- Société Civile des Montagnes de Mequinenza
- Société de chasseurs Mequinenza
- Société de pêche "El Siluro"

## Personnalités[1]
- Jesús Moncada, écrivan. (Mequinenza 1941 - Barcelone 2005).

- Edmon Vallés, écrivain et journaliste, spécialisé dans l'histoire et la diffusion historique, et les questions liées à la documentation graphique (1920-1980).
- Miguel Ibarz, peintre (Mequinenza 1920 - Barcelone 1987).
- Santiago Estruga, peintre (Mequinenza 1910 - Barcelone 2003).
- Joaquín Torres Arbiol, émigrant d'outre-mer (Mequinenza 1901 - Buenos Aires 1991).
- Francisco de Moncada y Cardona (Mequinenza, 1532 - Valencia 1594).
- José Soler Casabón, compositeur et musicien (Mequinenza 1884 - Paris 1964).
- María Quintana, pédagogue et première Inspectrice Générale de l'Enseignement Primaire en Espagne (Mequinenza 1878 - Madrid 1968).
- Antonio Vallés Pedrix, compositeur et musicien (Mequinenza 1923 - Jaén 2006).
- Joan Barter Soro, maître de la chapelle des cathédrales de Lleida et de Barcelone (Mequinenza 1648 - Barcelone 1706).
- José Ferrer Beltrán, compositeur, interprète et organiste de la collégiale de Tremp et les cathédrales de Lleida, Pampelune et Oviedo (Mequinenza 1745 - Oviedo 1815).
- Tomás Germinal Gracia Ibars "Victor García", écrivain anarchiste et esperantiste (Mequinenza, 1919 - Montpellier 1991).
- Josep Ferrer, joueur de basket-ball et entraîneur du Toulouse Université Club (Mequinenza, 1920 - ?)
- Ismael Comas, joueur et entraîneur de football (Mequinenza 1942)
- Héctor B. Moret i Coso, poète, asagiste et narrateur en langue catalane, linguiste, critique littéraire et historien de la littérature (Mequinenza, 1958)
- Miguel Ángel Riau Ferragut, joueur de football (Mequinenza, 1989)
- Raul Agné, entraîneur de football (Mequinenza, 1970)
- Juan Carlos Oliva, entraîneur de football (Mequinenza 1965)
- Miriam Riau, communicateur et journaliste (1987)
- David Jeta, monologue comédien (1987)

## Jumelage

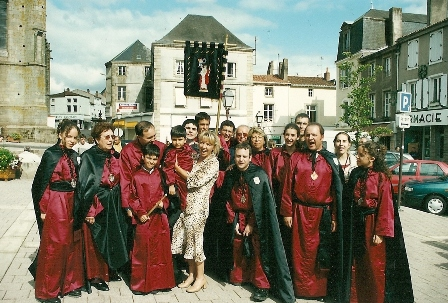
Bressuire (France) depuis 1982  - Jumelage Bressuire-Mequinenza
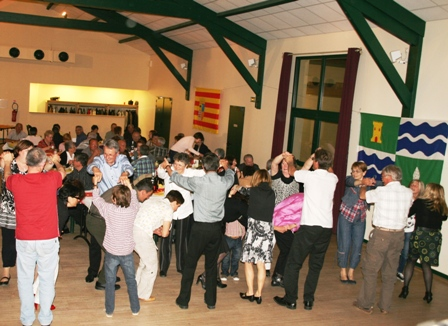
Jumelage Bressuire-Mequinenza
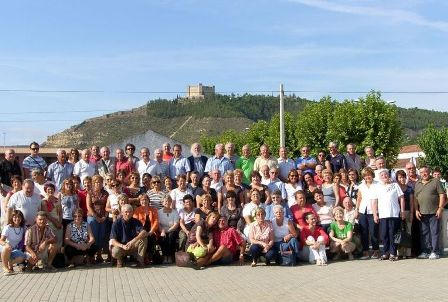
Jumelage Bressuire-Mequinenza 2017
  - Jumelage Bressuire-Mequinenza
  - Jumelage Bressuire-Mequinenza 2017